# 唐河 (唐白河)
唐河，是流經中國河南、湖北的一條河流，發源於伏牛山，干、支流大部流經南陽盆地，之後在湖北襄陽市襄州區雙溝鎮，與白河合流成爲唐白河，再注入漢江。全长230公里，流域面积8685平方公里

## 水文地理
赵河（也称东赵河）发源于伏牛山南麓方城县李郁垛山东麓。赵河与潘河在社旗县城南龙泉寺汇合后称唐河。

## 历史
古称沘水。清时因河流纵贯古唐州地而得名。

## 流域
- 左岸
  - 毗河
  - 泌阳河
  - 三家河
  - 清水河
  - 蓼阳河
  - 礓石河
- 右岸
  - 桐河
  - 绵延河
  - 涧河

## 航运
唐河干流（社旗-唐白河口）航道全长167.5km规划为为Ⅳ级航道标准，全河段六级渠化。从上游至下游规划弋湾、源潭、马店、郭滩、水台子和双沟六个航运枢纽。社旗县城至豫鄂省界水台子，航道长128公里，其中唐河县城至省界76km通航1000t级船舶，社旗县城至唐河县城52km通航500t级船舶。 
汉江干流崔家营航电枢纽回水至唐白河豆腐湾，渠化航道17.5km满足Ⅲ级航道标准。